# (537) Pauly
Pour les articles homonymes, voir Pauly.
(537) Pauly est un astéroïde de la ceinture principale découvert
le 7 juillet 1904 par Auguste Charlois à Nice.
Il fut baptisé en hommage au fabricant d'objectifs allemand Max Pauly.